# Kauf Dir einen bunten Luftballon (Film)
Kauf Dir einen bunten Luftballon ist eine deutsch-österreichische Musik- und Verwechslungskomödie von Geza von Cziffra aus dem Jahr 1961. Ina Bauer und Toni Sailer sind in den Hauptrollen besetzt. In tragenden Rollen sind Heinz Erhardt, Ruth Stephan, Gunther Philipp und Oskar Sima zu sehen. 
Der Film, der am 19. Januar 1961 im Palast-Kino in Stuttgart Premiere hatte, startete am selben Tag in den Kinos der Bundesrepublik Deutschland.

## Handlung
Inge, die Nichte des Eisstadionbesitzers Hermann König, soll nach dem Willen ihres Onkels weiterhin ihre Eislaufkarriere verfolgen, hat jedoch anderes im Sinn: Sie möchte unbedingt Karriere als Sängerin einer Theaterrevue machen.
Durch eine Verwechslung erhält Inge die Chance, eine Hauptrolle in einer Revue am Palace Theater zu bekommen, von deren Nichterfolg die Existenz des Theaters abhängt, was Inge jedoch nicht weiß.
Der verschuldete Theaterdirektor Knapp und der Theaterbesitzer Miffke haben einen Vertrag geschlossen, dass das Theater nur dann weiterexistieren soll, wenn die Revue, in der die unmusikalische und nicht minder uneinsichtige Freundin Mia des Besitzers mitspielt, ein Flop wird. Miffke will Mia so dazu bringen, die Singerei endlich zu lassen, da alle anderen Versuche, sie davon abzubringen, vergeblich waren. Knapp ist nicht gerade glücklich über diesen Vertrag, da er befürchtet, das eine derart peinliche Vorstellung, das Revuetheater in Verruf bringen könnte.
Durch die Verwechslung und das Engagement von Inge hat die Revue jedoch die größten Chancen ein Erfolg zu werden. Am Premierenabend treten sowohl Inge als auch Mia auf, die beide der Meinung sind, das Recht dazu zu haben. Das führt zu Situationen, die das Publikum mit Lachanfällen und Zugaberufen quittiert. Da die Vorstellung nicht im Sinne von Miffke läuft, setzt er Knapp und auch die Theatercrew vor die Tür.
Der Bühnenbildmaler und Eishockeyspieler Hans Haller, der sich Hals über Kopf in Inge verliebt hat, hat die rettende Idee.  Ohne Wissen des Eisstadionbesitzers König funktioniert er die Bühnenshow in eine Eislaufrevue um. Nun kann Inge endlich ungestört zeigen, was sie kann und die Show wird ein großer Erfolg.

## Produktion

### Hintergrund, Produktionsnotizen
Kauf Dir einen bunten Luftballon ist ein Remake des deutschen Revuefilms Der weiße Traum (1943), bei dem Géza von Cziffra ebenfalls Regie führte. Die Hauptrollen spielten damals u. a. Olly Holzmann, Wolf Albach-Retty (mit dem Double Karl Schäfer), Lotte Lang und Oskar Sima. Aus diesem Film stammt auch das Lied Kauf’ Dir einen bunten Luftballon (Musik: Anton Profes, Text: Aldo von Pinelli), das insbesondere in dieser Fassung (gesungen von Alda Noni) zu einem beliebten Schlager avancierte. Außerdem sind die Lieder Du sollst meine erste Liebe sein (Musik: Michael Jary, Text: Bruno Balz), Rummelplatz und Komm und mach mich glücklich zu hören.
In der Choreographie von Edith und Willy Petter ist die Wiener Eisrevue mit ihren Solisten und ihrem Ballett Teil des Films.

### Veröffentlichung
In der Bundesrepublik Deutschland lief der Film am 19. Januar 1961 an; in Italien wurde er im August 1961 auf dem Filmfestival von Venedig vorgestellt. Im Jahr 1962 wurde er dann in folgenden Ländern veröffentlicht: Dänemark, Japan, Finnland und Mexiko; in Rumänien und Spanien (Madrid) 1963 und in Frankreich im Januar 1965. Veröffentlicht wurde er zudem in Griechenland und Jugoslawien.
Filmjuwelen gab den Film innerhalb der Reihe „Juwelen der Filmgeschichte“ am 22. Dezember 2017 auf DVD heraus. Ein Booklet mit Hintergrundinformationen gehört zum Bonusmaterial. Kinowelt Home Entertainment gab den Film bereits  im April 2004 auf DVD heraus. Der Film ist zudem Teil verschiedener Editionen sowohl von Heinz Erhardt als auch von Gunther Philipp.

## Kritik
Die Filmblätter lobten: „In wirkungsvollen Tanzszenen und einem prächtig ausgestatteten Finale von etwa 15 Minuten schweben Ina Bauer und die Wiener Eisrevue mit ihren weltbekannten Kräften nach flotten Jary-Rhythmen über das ‚glatte Parkett‘“
Das Lexikon des internationalen Films sprach von einer „Neuverfilmung des anspruchslosen Revue- und Verwechslungslustspiels ‚Der weiße Traum‘ mit einigen ausgezeichneten Eisballett-Einlagen“.
Die Redaktion von Cinema zog das Fazit: „Wer eine Ader dafür hat: kitschig, aber schön.“
Kino.de wies darauf hin, dass dieser Film ein Remake des schwarzweißen Films Der weiße Traum von Géza von Cziffra von 1943 sei, der seinerzeit nach Die große Liebe und vor Die Frau meiner Träume der „erfolgreichste Film der Nazi-Zeit“ war. In Cziffras Remake „mit Humoreinlagen“ seien vor allem „die Eisrevueszenen im Finale eine Augenweide“.